# Marie Horáčková
Marie Horáčková (née le 24 décembre 1997 à Pilsen) est une archère tchèque. Elle est la fille de Barbora Horáčková (en), archère tchèque ayant participé aux Jeux de Pékin 2008.

## Carrière
Elle participe aux Jeux olympiques d'été de 2020 à Tokyo où elle est battue dès son premier match par la Japonaise Miki Nakamura. En septembre, elle participe à ses premiers championnats du monde atteignant les seizièmes de finale battue par Chiara Rebagliati et sans pouvoir accéder aux quarts de finale par équipe féminine et par équipe mixte.
En 2022, elle participe aux Championnats d'Europe battue assez tôt par Maria Nasoula en individuel comme par équipe mixte et féminine.
Aux Jeux européens de 2023, elle entre dans le top 5 en qualification et son parcours individuel s'arrête en quart de finale ; associé à Adam Li en équipe mixte, ils sont défaits par la paire néerlandaise Schloesser/Wijler en huitièmes. Lors des Championnats du monde de tir à l'arc 2023, si elle perd sa première confrontation en mixte avec son compatriote Josef Křesala, elle remporte le titre en individuel en s'imposant en finale en arc classique face à la Mexicaine Alejandra Valencia (6-0).
Elle est nommée porte-drapeau de la délégation tchèque aux Jeux olympiques de 2024 à Paris aux côtés du judoka Lukáš Krpálek.